# Robert Forbes (amerikaifutball-edző)
Robert W. Forbes (1886–1947) amerikai amerikaifutball-játékos és -edző. A Yale Bulldogs endjeként az előrepasszolás engedélyezését követően az egyik legjelentősebb passz elkapója. Később az Army Black Knights és az Oregon Webfoots vezetőedzője.

## Élete
A Wesleyanre és a Yale Egyetemre járt. 1905-ben utóbbi csapat tackle-je, 1906-ban pedig endje volt; az előrepasszolás engedélyezését követően ő kapta el az első szezon legjelentősebb passzolt labdáját. Sally Jenkins The Real All Americans című könyve szerint a 27 méteres átadás jelentősen hozzájárult a mérkőzés megnyeréséhez. Forbes 1905-ben a második, 1906-ban pedig az első körben kapta meg az All-America elismerést.
1907-ben diplomázott a Yale-en, majd a New York állambeli West Point katonai akadémia első állandó amerikaifutball-vezetőedzője lett. Első szezonjáról a The Pittsburgh Press elismerően nyilatkozott.
1908-ban újév napján a Seattle Athletic Club tagjaként Spokane csapata ellen játszott, majd februárban az Oregon Webfoots munkatársa lett. 1908–1909-es pályafutása során fizetése a térség legmagasabbika volt.

## Eredményei vezetőedzőként
| Év                          | Eredmény                    |
| Oregon Webfoots (Független) | Oregon Webfoots (Független) |
| --------------------------- | --------------------------- |
| 1908                        | 5–2                         |
| 1909                        | 3–2                         |
| Összesen:                   | 8–4                         |

## Fordítás
- Ez a szócikk részben vagy egészben  a   Robert Forbes című angol Wikipédia-szócikk ezen változatának fordításán alapul.  Az eredeti cikk szerkesztőit annak laptörténete sorolja fel. Ez a jelzés csupán a megfogalmazás eredetét és a szerzői jogokat jelzi, nem szolgál a cikkben szereplő információk forrásmegjelöléseként.